# Figulus binodulus
Figulus binodulus es una especie de coleóptero de la familia Lucanidae.

## Distribución geográfica
Habita en Japón, Corea, China, Taiwán y  Vietnam.